# Municipio de Banner (Iowa)
El municipio de Banner (en inglés: Banner Township) es un municipio ubicado en el condado de Woodbury en el estado estadounidense de Iowa. En el año 2010 tenía una población de 1193 habitantes y una densidad poblacional de 12,79 personas por km².

## Geografía
El municipio de Banner se encuentra ubicado en las coordenadas 42°31′00″N 96°9′24″O / 42.51667, -96.15667. Según la Oficina del Censo de los Estados Unidos, el municipio tiene una superficie total de 93.26 km², de la cual 93,16 km² corresponden a tierra firme y (0,1 %) 0,1 km² es agua.

## Demografía
Según el censo de 2010, había 1193 personas residiendo en el municipio de Banner. La densidad de población era de 12,79 hab./km². De los 1193 habitantes, el municipio de Banner estaba compuesto por el 98,24 % blancos, el 0,34 % eran afroamericanos, el 0,34 % eran amerindios, el 0,25 % eran asiáticos y el 0,84 % eran de una mezcla de razas. Del total de la población el 0,42 % eran hispanos o latinos de cualquier raza.